# № 1 (галиот, 1797)
№ 1 — галиот Каспийской флотилии Российской империи, находившийся в составе флота с 1797 года, принимал участие в русско-персидской войне 1804—1813 годов, использовался в качестве крейсерского, грузового, гидрографического и десантного судна.

## Описание галиота
Парусный галиот с деревянным корпусом, один из 12 галиотов типа «Номерной», строившихся на Казанской верфи в 1796—1797 годах.

## История службы
Галиот № 1 был заложен на стапеле Казанского адмиралтейства в 1796 году и после спуска на воду в 1797 году вошёл в состав Каспийской флотилии России.
С 1798 по 1802 год использовался для грузовых перевозок между портами Каспийского моря и русскими постами на побережье, а также доставки продовольствия на суда флотилии. Принимал участие в русско-персидской войне 1804—1813 годов, кампании с 1803 по 1805 год совершал крейсерские плавания вдоль персидских берегов, а также использовался для доставки продовольствия на суда эскадры и в береговые укрепления. В 1805 году находился в составе эскадры под командованием капитана 1-го ранга Е. В. Веселаго принимал участие в высадке десантов: 23 июня (5 июля) у в Энзели и 22 августа (3 сентября) у Баку.
C 1806 по 1809 год вновь выходил в крейсерские плавания к персидским берегам, а также доставлял продовольствие в береговые крепости и на суда флотилии. В кампанию 1809 года использовался для выполнения описи и промеров фарватеров у астраханского порта.

## Командиры галиота
Командирами галиота № 1 в составе Российского императорского флота в разное время служили:
- лейтенант Н. К. Певцов (1804—1805 годы)[3];
- капитан-лейтенант Д. Д. Челеев (1806 год)[5];
- лейтенант В. И. Лихарев (1808 год)[6];
- мичман Н. А. Певцов (1809 год)[4].

### Комментарии
1. ↑  Всего в рамках серии было построено 12 галиотов с номерами от 1 до 12[1].